# حلقيات
الديدان الحَلَقِيَّة أو الحَلَقِيََات أو العلقيات (بالإنجليزية: Annelida)‏ (من اللاتينية anellus «الحلقة الصغيرة») هي شعبة كبيرة من الحيوانات تتألف من ديدان مقسمة، تضم هذه الشعبة أكثر من 15,000 نوع حديث بما فيها ديدان الأرض المعروفة والعلقيات تتواجد هذه الديدان في معظم البيئات وتضم ديدان برية وفي المياه العذبة وأيضا أنواع ضمن بحرية ضمن المحيطات (مثل كثيرات الأشعار). بعضها طفيلية أو تنافعية. تتباين أطوالها من المليمترات إلى حوالي 3 امتار (كما في حالة Lamellibrachia luymesi).

## تصنيف الديدان الحلقية
تنقسم شعبة الديدان الحلقية إلى ثلاثة طوائف هي:
- طائفة القليلة الأشواك Oligochaeta:ومنها دودة الأرض وأشباهها.
- طائفة كثيرات الأشعار Polychaeta: تضم الديدان البحرية، ومنها دودة المروحية والدودة الشوكية. ولهذه الديدان منطقة رأس تحتوي على أعضاء حس وعيون.
- طائفة العلقيات Hirudinea:وهي ديدان العلق الطفيلية ذات الجسم المسطح، وليس لها أشواك أو هلب. تعيش معظم ديدان العلق في المياه العذبة حيث تلتصق بالعائل، كما يحوي لعاب ديدان العلق أيضاً بعض المواد الكيميائية التي تخفف من انتفاخ الجسم وتمنع تجلط الدم.
- طائفة أفعويات الذيل (الاسم العلمي:Echiura)

## وصلات خارجية
- يرقة متعددة الأشواك – دليل إلى العوالق الحيوانية البحرية لجنوب شرق أستراليا، المعهد التاسماني لتربية المائيات ومصائد الأسماك